# Bonners Ferry
Bonners Ferry város az USA Idaho államában, Boundary megyében, melynek megyeszékhelye is. Lakosainak száma 2520 fő (2020. április 1.).

## Népesség
A település népességének változása:

| 2010 | 2 543 |
| 2020 | 2 520 |